# Olympische Sommerspiele 1980/Teilnehmer (Frankreich)
| Gelbes Symbol für Goldmedaillen mit stilisierten Olympischen Ringen | Graues Symbol für Silbermedaillen mit stilisierten Olympischen Ringen | Braundes Symbol für Bronzemedaillen mit stilisierten Olympischen Ringen |
| ------------------------------------------------------------------- | --------------------------------------------------------------------- | ----------------------------------------------------------------------- |
| 6                                                                   | 5                                                                     | 3                                                                       |

Frankreich nahm an den Olympischen Sommerspielen 1980 in Moskau mit einer Delegation von 121 Athleten (98 Männer und 23 Frauen) an 85 Wettkämpfen in 13 Sportarten teil.
Die französischen Sportler gewannen sechs Gold-, fünf Silber- und drei Bronzemedaillen. Olympiasieger wurden die Judoka Thierry Rey im Superleichtgewicht und Angelo Parisi im Schwergewicht sowie die Fechter Pascale Trinquet im Einzel des Damen-Floretts, Isabelle Boéri-Bégard, Véronique Brouquier, Brigitte Latrille-Gaudin, Christine Muzio und Pascale Trinquet im Mannschaftswettbewerb mit dem Degen, Philippe Boisse, Hubert Gardas, Patrick Picot, Philippe Riboud und Michel Salesse im Mannschaftswettbewerb mit dem Degen und Philippe Bonnin, Bruno Boscherie, Didier Flament, Pascal Jolyot und Frédéric Pietruszka im Mannschaftswettbewerb mit dem Florett.

## Teilnehmer nach Sportarten

### Boxen
- Ali Ben Maghenia
Bantamgewicht: im Achtelfinale ausgeschieden

- Daniel Londas
Federgewicht: in der 1. Runde ausgeschieden

### Fechten
Männer
- Pascal Jolyot
Florett: Silber 
Florett Mannschaft: Gold

- Frédéric Pietruszka
Florett: 8. Platz
Florett Mannschaft: Gold

- Didier Flament
Florett: 23. Platz
Florett Mannschaft: Gold

- Philippe Bonnin
Florett Mannschaft: Gold

- Bruno Boscherie
Florett Mannschaft: Gold

- Philippe Riboud
Degen: Bronze 
Degen Mannschaft: Gold

- Philippe Boisse
Degen: 9. Platz
Degen Mannschaft: Gold

- Patrick Picot
Degen: 20. Platz
Degen Mannschaft: Gold

- Hubert Gardas
Degen Mannschaft: Gold

- Michel Salesse
Degen Mannschaft: Gold

- Jean-François Lamour
Säbel: 21. Platz

Frauen
- Pascale Trinquet
Florett: Silber 
Florett Mannschaft: Gold

- Brigitte Latrille-Gaudin
Florett: 5. Platz
Florett Mannschaft: Gold

- Véronique Brouquier
Florett: 13. Platz
Florett Mannschaft: Gold

- Christine Muzio
Florett Mannschaft: Gold

- Isabelle Boéri-Bégard
Florett Mannschaft: Gold

### Gewichtheben
- Bruno Lebrun
Bantamgewicht: Wettkampf nicht beendet

- Jean-Claude Chavigny
Federgewicht: 9. Platz

- Daniel Senet
Leichtgewicht: 4. Platz

- Nicolas Lasorsa
Leichtgewicht: 12. Platz

### Judo
- Thierry Rey
Superleichtgewicht: Gold

- Yves Delvingt
Halbleichtgewicht: 5. Platz

- Christian Dyot
Leichtgewicht: 5. Platz

- Bernard Tchoullouyan
Halbmittelgewicht: Bronze

- Michel Sanchis
Mittelgewicht: 19. Platz

- Jean-Luc Rougé
Halbschwergewicht: 7. Platz

- Angelo Parisi
Schwergewicht: Gold 
Offene Klasse: Silber

### Kanu
Männer
- Patrick Lefoulon
Einer-Kajak 500 m: im Halbfinale ausgeschieden
Vierer-Kajak 1000 m: 6. Platz

- Alain Lebas
Einer-Kajak 1000 m: Silber 
Zweier-Kajak 500 m: 4. Platz

- Francis Hervieu
Zweier-Kajak 500 m: 4. Platz

- François Barouh
Zweier-Kajak 500 m: 4. Platz

- Patrick Bérard
Vierer-Kajak 1000 m: 6. Platz

- Philippe Boccara
Vierer-Kajak 1000 m: 6. Platz

- Franck Lambert
Zweier-Canadier 500 m: 9. Platz

- Pierre Langlois
Zweier-Canadier 500 m: 9. Platz

Frauen
- Béatrice Knopf-Basson
Einer-Kajak 500 m: 8. Platz

- Anne-Marie Loriot
Zweier-Kajak 500 m: 6. Platz

- Valérie Leclerc
Zweier-Kajak 500 m: 6. Platz

### Leichtathletik
Männer
- Hermann Panzo
100 m: 8. Platz
4-mal-100-Meter-Staffel: Bronze

- Antoine Richard
100 m: im Viertelfinale ausgeschieden
4-mal-100-Meter-Staffel: Bronze

- Joseph Arame
200 m: im Halbfinale ausgeschieden

- Bernard Petitbois
200 m: im Viertelfinale ausgeschieden

- Didier Dubois
400 m: im Halbfinale ausgeschieden
4-mal-400-Meter-Staffel: 4. Platz

- Francis Demarthon
400 m: im Viertelfinale ausgeschieden
4-mal-400-Meter-Staffel: 4. Platz

- José Marajo
800 m: 7. Platz
1500 m: 7. Platz

- Roger Milhau
800 m: im Halbfinale ausgeschieden

- Philippe Dupont
800 m: im Halbfinale ausgeschieden

- Alex Gonzalez
1500 m: im Halbfinale ausgeschieden

- Jean-Michel Charbonnel
Marathon: Rennen nicht beendet

- Pascal Barré
4-mal-100-Meter-Staffel: Bronze

- Patrick Barré
4-mal-100-Meter-Staffel: Bronze

- Jacques Fellice
4-mal-400-Meter-Staffel: 4. Platz

- Robert Froissart
4-mal-400-Meter-Staffel: 4. Platz

- Gérard Lelièvre
50 km Gehen: Rennen nicht beendet

- Francis Agbo
Hochsprung: 17. Platz

- Philippe Houvion
Stabhochsprung: 4. Platz

- Jean-Michel Bellot
Stabhochsprung: 5. Platz

- Thierry Vigneron
Stabhochsprung: 7. Platz

- Philippe Deroche
Weitsprung: 10. Platz

- Christian Valétudie
Dreisprung: ohne gültigen Versuch

Frauen
- Chantal Réga
100 m: 7. Platz
200 m: im Halbfinale ausgeschieden
4-mal-100-Meter-Staffel: 5. Platz

- Emma Sulter
100 m: im Halbfinale ausgeschieden
4-mal-100-Meter-Staffel: 5. Platz

- Laureen Beckles
100 m: im Halbfinale ausgeschieden

- Raymonde Naigre
200 m: im Halbfinale ausgeschieden
4-mal-100-Meter-Staffel: 5. Platz

- Sophie Malbranque
400 m: im Halbfinale ausgeschieden

- Laurence Elloy-Machabey
100 m Hürden: im Halbfinale ausgeschieden

- Laurence Lebeau
100 m Hürden: im Halbfinale ausgeschieden

- Véronique Grandrieux
4-mal-100-Meter-Staffel: 5. Platz

- Florence Picaut
Fünfkampf: 9. Platz

### Moderner Fünfkampf
- Paul Four
Einzel: 12. Platz
Mannschaft: 5. Platz

- Joël Bouzou
Einzel: 20. Platz
Mannschaft: 5. Platz

- Alain Cortes
Einzel: 23. Platz
Mannschaft: 5. Platz

### Radsport
- Christian Fauré
Straßenrennen: 8. Platz

- Marc Madiot
Straßenrennen: 9. Platz

- Francis Castaing
Straßenrennen: 30. Platz

- Régis Clère
Straßenrennen: 43. Platz

- Yavé Cahard
Bahn Sprint: Silber 
Bahn 1000 m Zeitfahren: 5. Platz

- Alain Bondue
Bahn Einerverfolgung 4000 m: Silber 
Bahn Mannschaftsverfolgung 4000 m: 5. Platz

- Philippe Chevallier
Bahn Mannschaftsverfolgung 4000 m: 5. Platz

- Pascal Poisson
Bahn Mannschaftsverfolgung 4000 m: 5. Platz

- Jean-Marc Rebière
Bahn Mannschaftsverfolgung 4000 m: 5. Platz

### Ringen
- Lionel Lacaze
Leichtgewicht, griechisch-römisch: in der 3. Runde ausgeschieden

- Christophe Andanson
Halbschwergewicht, griechisch-römisch: 7. Platz
Halbschwergewicht, Freistil: 6. Platz

### Rudern
- Didier Gallet
Einer: im Viertelfinale ausgeschieden
Doppel-Zweier: 8. Platz

- Marc Boudoux
Doppel-Zweier: 8. Platz

- Denis Gaté
Doppel-Zweier: 8. Platz

- Jean-Claude Roussel
Zweier ohne Steuermann: 8. Platz

- Dominique Lecointe
Zweier ohne Steuermann: 8. Platz

- Serge Fornara
Zweier mit Steuermann: 8. Platz

- Hervé Bourquel
Zweier mit Steuermann: 8. Platz

- Jean-Pierre Huguet-Balent
Zweier mit Steuermann: 8. Platz

- Christian Marquis
Doppel-Vierer: 4. Platz

- Jean Raymond Peltier
Doppel-Vierer: 4. Platz

- Charles Imbert
Doppel-Vierer: 4. Platz

- Roland Weill
Doppel-Vierer: 4. Platz

- Jean-Pierre Bremer
Vierer ohne Steuermann: 7. Platz

- Nicolas Lourdaux
Vierer ohne Steuermann: 7. Platz

- Bernard Bruand
Vierer ohne Steuermann: 7. Platz

- Dominique Basset
Vierer ohne Steuermann: 7. Platz

### Schwimmen
Männer
- René Écuyer
100 m Freistil: 7. Platz
4-mal-100-Meter-Lagen-Staffel: 5. Platz

- Fabien Noël
200 m Freistil: im Vorlauf ausgeschieden
4-mal-200-Meter-Freistil-Staffel: 8. Platz

- Dominique Petit
200 m Freistil: im Vorlauf ausgeschieden
4-mal-200-Meter-Freistil-Staffel: 8. Platz

- Marc Lazzaro
4-mal-200-Meter-Freistil-Staffel: 8. Platz

- Pascal Laget
4-mal-200-Meter-Freistil-Staffel: 8. Platz

- Frédéric Delcourt
100 m Rücken: im Vorlauf ausgeschieden
200 m Rücken: im Vorlauf ausgeschieden
4-mal-100-Meter-Lagen-Staffel: 5. Platz

- Olivier Borios
100 m Brust: im Vorlauf ausgeschieden
4-mal-100-Meter-Lagen-Staffel: 5. Platz

- Xavier Savin
100 m Schmetterling: 7. Platz
4-mal-100-Meter-Lagen-Staffel: 5. Platz

Frauen
- Guylaine Berger
100 m Freistil: 7. Platz
200 m Freistil: im Vorlauf ausgeschieden

- Michèle Ricaud
100 m Rücken: im Vorlauf ausgeschieden
200 m Rücken: im Vorlauf ausgeschieden

- Catherine Poirot
100 m Brust: im Vorlauf ausgeschieden

- Odile Bihan
200 m Brust: im Vorlauf ausgeschieden

- Annick de Susini
200 m Brust: im Vorlauf ausgeschieden

### Turnen
Männer
- Willi Moy
Einzelmehrkampf: 16. Platz
Boden: 36. Platz
Pferdsprung: 12. Platz
Barren: 55. Platz
Reck: 34. Platz
Ringe: 24. Platz
Seitpferd: 34. Platz
Mannschaftsmehrkampf: 8. Platz

- Michel Boutard
Einzelmehrkampf: 20. Platz
Boden: 24. Platz
Pferdsprung: 41. Platz
Barren: 21. Platz
Reck: 44. Platz
Ringe: 47. Platz
Seitpferd: 14. Platz
Mannschaftsmehrkampf: 8. Platz

- Henri Boërio
Einzelmehrkampf: 24. Platz
Boden: 36. Platz
Pferdsprung: 61. Platz
Barren: 57. Platz
Reck: 15. Platz
Ringe: 44. Platz
Seitpferd: 34. Platz
Mannschaftsmehrkampf: 8. Platz

- Joël Suty
Einzelmehrkampf: 45. Platz
Boden: 48. Platz
Pferdsprung: 60. Platz
Barren: 43. Platz
Reck: 10. Platz
Ringe: 64. Platz
Seitpferd: 22. Platz
Mannschaftsmehrkampf: 8. Platz

- Yves Bouquel
Einzelmehrkampf: 59. Platz
Boden: 60. Platz
Pferdsprung: 57. Platz
Barren: 59. Platz
Reck: 52. Platz
Ringe: 59. Platz
Seitpferd: 37. Platz
Mannschaftsmehrkampf: 8. Platz

- Marc Touchais
Einzelmehrkampf: 62. Platz
Boden: 52. Platz
Pferdsprung: 23. Platz
Barren: 64. Platz
Reck: 59. Platz
Ringe: 57. Platz
Seitpferd: 52. Platz
Mannschaftsmehrkampf: 8. Platz

### Wasserspringen
Frauen
- Isabelle Arène
3 m Kunstspringen: 24. Platz